# Sinophorus juniperinus
Sinophorus juniperinus är en stekelart som först beskrevs av Holmgren 1856.  Sinophorus juniperinus ingår i släktet Sinophorus och familjen brokparasitsteklar. Arten är reproducerande i Sverige. Utöver nominatformen finns också underarten S. j. alpinator.